# Summer Make Good
Summer Make Good är den isländska gruppen Múms fjärde album. Albumet släpptes år 2004. 

## Låtlista
1. Hú Hviss - A Ship
2. Weeping Rock, Rock
3. Nightly Cares
4. The Ghosts You Draw On My Back
5. Stir
6. Sing Me Out The Window
7. The Islands Children's Children
8. Oh, How The Boats Drift
9. Small Deaths Are The Saddest
10. Will The Summer Make Good For All Our Sins?
11. Abandoned Ship Bells